# 王廓 (南北朝)
王廓（?—?），出自琅琊王氏，中国南北朝南梁、南陈政治人物，王泰之子。
太平元年（556年）二月庚戌，北齐派人到南梁聘问，梁敬帝派侍中王廓报聘。南陈时，王廓担任都官尚书。陈叔宝时在东宫，想要以江总为太子詹事。陈宣帝就要同意，孔奂上奏：“江总是文华之人，今皇太子文华属下不少。如臣愚见，应该选敦重之才，以居辅导之职。”陈宣帝问：“如卿所说，谁当居此任？”孔奂说：“都官尚书王廓，有德行，性情敦敏，可以担任太子詹事。”陈叔宝在旁边说：“王廓是王泰之子，不可担任太子詹事。”孔奂说：“宋朝范晔即范泰之子，也担任太子詹事，前代不疑。”陈叔宝坚持己见，陈宣帝最后以江总为詹事。